# Phoronis australis
Phoronis australis är en djurart som beskrevs av Haswell 1883. Phoronis australis ingår i släktet Phoronis, fylumet hästskomaskar och riket djur. Inga underarter finns listade i Catalogue of Life.